# Luché-Pringé
Luché-Pringé è un comune francese di 1.523 (INSEE 2020) abitanti situato nel dipartimento della Sarthe nella regione dei Paesi della Loira.

## Società

### Evoluzione demografica
Abitanti censiti